# Глядковское сельское поселение
Глядко́вское се́льское поселе́ние — муниципальное образование в Сасовском районе Рязанской области России.

## История
Образовано в результате муниципальной реформы 2006 г. в результате объединения существовавших ранее на данной территории четырёх сельских округов — Глядковского (центр Глядково), Огарёво-Почковского (центр Огарёво-Почково), Темгеневского (центр Темгенево) и Устьевского (центр Устье) — с возложением административного управления на село Глядково.

## Население
| 2010  | 2012  | 2013  | 2014  | 2015  | 2016  | 2017  |
| ----- | ----- | ----- | ----- | ----- | ----- | ----- |
| 2276  | ↘2260 | ↗2275 | ↗2312 | ↘2288 | ↘2253 | ↘2215 |
| 2018  | 2019  | 2020  | 2021  |       |       |       |
| ↘2186 | ↘2131 | ↘2068 | ↗2222 |       |       |       |

## Административное устройство
Образование и административное устройство сельского поселения определяются законом Рязанской области от 07.10.2004 № 96-ОЗ.
Границы сельского поселения определяются законом Рязанской области от 08.12.2008 № 189-ОЗ.
С 01.03.2009 по 14.09.2014 главой поселения была Лисина Ольга Васильевна.

## Населённые пункты
В состав сельского поселения входят 10 населённых пунктов:
| Населённый пункт   | Статус  | Население, человек | Год  | % от населения поселения | Расстояние до центра поселения, км | Расстояние до райцентра, км | Примечание |
| ------------------ | ------- | ------------------ | ---- | ------------------------ | ---------------------------------- | --------------------------- | ---------- |
| Безводные Прудищи  | село    | 0                  | 2010 | 0                        | 12                                 | 22                          | Нежилой    |
| Глядково           | село    | 466                | 2010 | 21                       | —                                  | 10                          |            |
| Истлеево           | село    | 63                 | 2010 | 2.8                      | 5                                  | 15                          |            |
| Молодёжный         | посёлок | 229                | 2010 | 10.3                     | 9                                  | 3                           |            |
| Мыс Доброй Надежды | село    | 197                | 2010 | 8.9                      | 14                                 | 24                          |            |
| Нащи               | село    | 14                 | 2010 | 0.6                      | 13                                 | 23                          |            |
| Огарёво-Почково    | село    | 301                | 2010 | 13.5                     | 8                                  | 18                          |            |
| Огарёвские Выселки | посёлок | 0                  | 2010 | 0                        | 10                                 | 20                          | Нежилой    |
| Темгенево          | село    | 581                | 2010 | 26.1                     | 5                                  | 5                           |            |
| Устье              | село    | 425                | 2010 | 19.1                     | 5                                  | 15                          |            |